# Частина 14: Трагедія
Частина 14: Трагедія — чотирнадцятий епізод американського телевізійного серіалу «Мандалорець» (шостий в другому сезоні). Написана Джоном Фавро та зрежисована Робертом Родрігесом, випущена на «Disney+» 27 листопада 2020 року. Головну роль грає Педро Паскаль — Мандалорець, самотній мисливець за головами. Українською мовою серія озвучена студією «Стругачка».

## Зміст
В перших кадрах показується, як хтось рятує від смерті Феннек Шанд.
В часі польоту Мандо перевіряє силу Малюка — той бере металеву кульку з його рук ментальним зусиллям.
Мандалорець прибуває з Ґроґу на Тайтон і знаходить старовинний храм на вершині гори. Він на реактивному ранці долетів від місця приземлення з Малюком і посадив Ґроґу в центр — на Камінь бачень, щоб той міг вибрати свій шлях. Ґроґу медитує, і доки Мандо, що побачив приземлення іншого корабля, повертається до Малюка, навколо нього з'являється захисне поле Сили. Поле відкидає Мандалорця.
Боба Фетт приїжджає з найманкою Феннек Шанд, життя якої він врятував на Татуїні, і вимагає повернення його мандалорської броні, яку Дін отримав від Кобба Ванта. При цьому найманка цілиться не у Мандо, а в дитя. Під час взаємних погроз між Мандалорцем і Феттом найманка показує механічні вдосконалення — завдяки яким вона лишилася в живих.
Для захоплення Ґроґу прибуває імперський шаттл з десантом штурмовиків. З першою атакою справляються Фетт із найманкою. Від другої хвилі вони самі змушені ховатися. Боба ліквідує штурмовиків і бачить відкритий борт «Гострого гребеня». Фетт забирає свої обладунки з борта «Леза Бритви». Найманка продовжує бій; прибуває другий імперський шаттл. Мандо ніяк не може забрати Малюка з кола Сили.
Мандалорець прикриває найманку; у них домовленість і він приймає кулі на свій мандалорський захисний костюм. З'являється Боба Фетт і нищить решту імперських штурмовиків. Фетт, Шанд і Мандалорець разом відбивають атаку, завдавши важкої шкоди атакуючим. Штурмовики відступають на корабель. Обидва шаттли злітають. Боба прицілюється і збиває ведучий — його уламки збивають другий шаттл.  Мофф Гідеон прибуває на імперському легкому крейсері і знищує мандалорський корабель «Гострий гребінь» з висоти. Мандо з найманкою бігма біжать до Малюка. Гедеон відправляє чотирьох роботизованих Темних штурмовиків, які захоплюють Ґроґу і переміщають його до крейсера.
Боба своїми очима бачить повернення імперців. Мандо ходить у вирві, де перед тим стояв «Гострий гребінь». В згарищі він знаходить мандалорський спис. Фетт і Шанд погоджуються допомогти Мандалорцю врятувати Ґроґу, відповідно до взятих на себе зобов'язань — доки Малюк не повернеться до Мандо вони його боржники.
На кораблі Фетта вони рушають з планети. Мандалорець шукає тепер маршала Нової Республіки Кару Дюн. Мандо просить допомоги в знайденні ув'язненого Мейфілда - для порятунку Ґроґу щоб відстежити Гідеона і врятувати Малюка.
Вражений силою, яку Ґроґу демонструє проти штурмовиків, Мофф Гедеон показує Малюку Меч темряви. З його наказу штурмовик оглушує Малюка й бере в наручники. Після цього Гедеон повідомляє доктору Першингу, що у них є донор.

## Створення
Епізод був написаний Джоном Фавро, а режисером став Роберт Родрігес, участь якого у другому сезоні було підтверджено 4 травня 2020 року. Родрігес не був першим кандидатом на режисера епізоду. До того, як режисувати «Мандалорця», він працював з Педро Паскалем над фільмом «Netflix» «Ми можемо бути героями». Родрігес був здивований коротким по часу сценарієм і запитав Фавро: «Це нормально, що мій сценарій складає всього 19 сторінок? Оскільки я ріжу дуже швидко, і це, мабуть, закінчиться 16 хвилинами», але Фавро пояснив, що Роберт повинен був завершити виведення сюжетної лінії і зробити час бою довшим. Фавро похвалив сценарій, зазначивши: «У ньому були всі хороші речі. Це було як „Найбільші хіти“ серед усіх хороших речей; я не міг у це повірити. Піти грати у „Зоряні війни“ з усіма іграшками та дістатися до гри із Бобою Феттом». Не знаючи, чи буде Боба Фетт знову з'являтися в серіалі, Родрігес скористався можливістю, щоб «зробити його суперпоганим у цей момент» і аби він був тим персонажем, яким Роберт його уявляв, коли йому було 12 років.
Лише шість штурмовиків були справжніми, інші були додані в події цифровим способом.

## Сприйняття
Вебсайт агрегатора рецензій «Rotten Tomatoes» повідомив про 100 % схвалення на основі відгуків 42 критиків із середнім рейтингом 8,75/10. Консенсус критиків сайту стверджує: «Захоплююча, впевнена в собі і душевна, „Трагедія“ захоплює дух, що блискуче реалізував режисер Роберт Родрігес».
Лаура Прудом з «IGN» дала епізоду оцінку 10 із 10, назвавши його «насиченим дійствами, складним щодо міфології Зоряних воєн та емоційно збурюючим», і похвалила Роберта Родрігеса за впевнену режисуру й увагу до активності сцен. Кіт Фіппс із «Vulture» надав епізоду 4 із п'яти зірок, похваливши характеристику Боби Фетта і назвавши послідовність дій між Феттом, Шендом та штурмовиками «вражаючими» та «хореографічно вишукано поставленими». Оглядач Алан Сепінолл з «Ролінг Стоун» назвав серію «захоплюючим епізодом і прекрасним, але рідкісним випадком того, що факти та легенди нарешті зливаються в одне ціле».
Кеті Райф з «The A.V. Club» зазначила: «на відміну від минулого тижня, в цьому епізоді переговори-протистояння пішли цілком неправильно, оскільки слідкуючий пристрій, який Імперія поставила на „Гострий Гребінь“, привів війська Гедеона прямо до них».
У огляді для «RogerEbert.com» Нік Аллен стверджував: «мікро- та макровиграші заповнюють епізод, якому вдається стати одним із найдраматичніших у сезоні, принаймні з точки зору численних шокуючих поворотів».
Пишучи для «Entertainment.ie», Браян Ллойд зазначав: «Якщо є щось, що показав „Мандалорець“, це те, що він знає хороший спосіб завести собі друзів».
Станом на квітень 2021 року на сайті «Internet Movie Database» серія отримала рейтинг підтримки 9.2 з можливих 10 при 18987 голосах.

## Знімались
- Педро Паскаль — Мандалорець
- Темуера Моррісон — Боба Фетт
- Мінг-На Вен — Феннек Шанд
- Джанкарло Еспозіто — Мофф Гідеон
- Джина Карано — Кара Дюн
- Габріель Еберт[en] — офіцер-канонір